# Алоферменти
Алоферменти (або їх також називають алозимами) — варіанти форм ферменту, які відрізняються структурно, але не функціонально, від інших алозимів, кодованих різними алелями в одному локусі. Вони протиставляються ізоферментам, які виконують однакову функцію, але кодуються генами, розташованими в різних локусах.
Алоферменти — це звичайні біологічні ферменти, які виявляють високий рівень функціонального еволюційного збереження в певних типах і царствах. Вони використовуються філогенетиками як молекулярні маркери для вимірювання історії еволюції та взаємовідносин між різними видами. Це можна зробити, оскільки алозими не мають однакової структури. Їх можна розділити капілярним електрофорезом. Однак деякі види є мономорфними для багатьох своїх алозимів, що ускладнить філогенетикам оцінку еволюційної історії цих видів. У цих випадках філогенетикам довелося б використовувати інший метод для визначення еволюційної історії виду.
Ці ферменти, як правило, виконують дуже основні функції, характерні для всіх форм життя, такі як ДНК-полімераза, фермент, який відновлює та копіює ДНК. Значні зміни в цьому ферменті відображають значні події в еволюційній історії організмів. Як і очікувалося, ДНК-полімераза демонструє відносно невеликі відмінності у своїй амінокислотній послідовності між типами та навіть царствами.
Ключ до вибору алоферменту, який використовувати для порівняння між кількома видами, полягає в тому, щоб вибрати той, який є якомога варіабельнішим і водночас присутнім у всіх організмах. Порівнюючи амінокислотну послідовність ферменту у виді, слід побачити більше подібностей амінокислот у видів, які є більш близькими, і менше між тими, які є більш віддаленими. Чим менш консервативний фермент, тим більше амінокислотних відмінностей буде присутнім навіть у близькоспоріднених видів.